# Clubiona bifissurata
Clubiona bifissurata là một loài nhện trong họ Clubionidae.
Loài này thuộc chi Clubiona. Clubiona bifissurata được miêu tả năm 1966 bởi Kritscher.